# Almetievski (distrito)
O distrito de Almetievski (russo:  Альме́тьевский райо́н, tr. Almetievski raion; em tártaro cirílico: Әлмәт районы; em tártaro latino: Əlmət rayonı) é um distrito do Tartaristão, uma das repúblicas da Rússia.